# АЕС Белене
АЕС «Белене» — недобудована атомна електростанція, розташована за 3 км від міста Белене на березі річки Дунай на півночі Болгарії, неподалік від кордону з Румунією. Станція призначалася для заміщення виведених з експлуатації потужностей АЕС Козлодуй. Будівництво станції було зупинене у 1990 році через труднощі з фінансуванням і протести населення.

## Історія будівництва
У 2005 році була досягнута домовленість про завершення будівництва станції російським «Атомстройекспортом».
Перший контракт на будівництво станції був укладений «Росатомом» в особі «Атомстройекспорта» і НЕК Болгарії у 2008 році, ціна будівництва станції становила 4 млрд євро.
Після цього будівництво не починалося і в кінці листопада 2010 року було повідомлено про те, що проект отримає швидкий розвиток: сторони зійшлися на вартості контракту на будівництво у 6,4 млрд євро.
Проте у 2012 році у зв'язку зі зміною уряду Болгарії через розбіжності по вартості проект переглядався повторно.
28 березня 2012 року будівництво було припинено.
Майданчик планується використовувати для газової теплоелектростанції, а реактор, зібраний «Атомстройекспортом», встановити в АЕС Козлодуй.

## Інформація по енергоблоках
| Енергоблок | Тип реакторів  | Потужність | Потужність | Початок будівництва | В мережі                        | Комерційний пуск                | Закриття                        |
| Енергоблок | Тип реакторів  | Чистий     | Брутто     | Початок будівництва | В мережі                        | Комерційний пуск                | Закриття                        |
| ---------- | -------------- | ---------- | ---------- | ------------------- | ------------------------------- | ------------------------------- | ------------------------------- |
| Белене-1   | ВВЕР-1000/466Б | 953 МВт    | 1000 МВт   | 01.01.1987          | Будівництво зупинено 28.03.2012 | Будівництво зупинено 28.03.2012 | Будівництво зупинено 28.03.2012 |
| Белене-2   | ВВЕР-1000/466Б | 953 МВт    | 1000 МВт   | 31.03.1987          | Будівництво зупинено 28.03.2012 | Будівництво зупинено 28.03.2012 | Будівництво зупинено 28.03.2012 |

## Ресурси Інтернету
- АЭС «Белене». Атомэнергопроект. Процитовано 17 грудня 2013.
- АЭС Белене, Болгария. Атомтехэнерго. Архів оригіналу за 17 грудня 2013. Процитовано 17 грудня 2013.